# Sielsowiet małosołdatski
Sielsowiet małosołdatski (ros. Малосолдатский сельсовет) – jednostka administracyjna wchodząca w skład rejonu biełowskiego w оbwodzie kurskim w Rosji.
Centrum administracyjnym sielsowietu jest sieło Małoje Sołdatskoje.

## Geografia
Powierzchnia sielsowietu wynosi 31,39 km².

## Historia
Status i granice sielsowietu zostały określone 21 października 2004 roku.

## Demografia
W 2017 roku sielsowiet zamieszkiwało 743 mieszkańców.

## Miejscowości
W skład sielsowietu wchodzą miejscowości: Małoje Sołdatskoje, Rulitino.